# چاقوی برقی

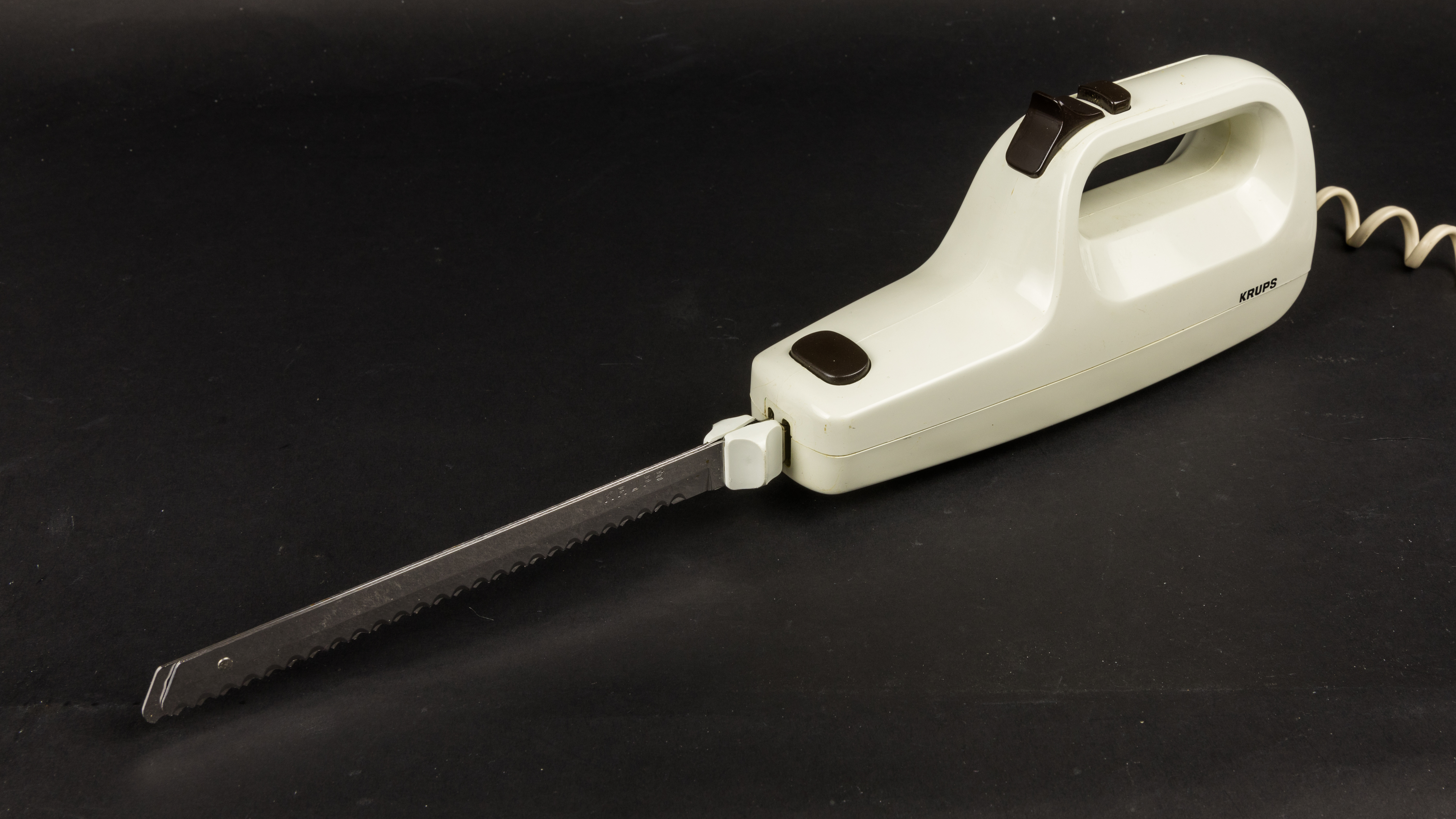
یک چاقوی برقی برش گوشت

چاقوی برقی یک وسیله برقی آشپزخانه است که برای برش دادن غذا استفاده می‌شود. این دستگاه از دو تیغه دندانه دار تشکیل شده که به هم متصل شده‌اند. هنگامی که دستگاه روشن می‌شود، تیغه‌ها به‌طور مداوم در طول حرکت می‌کنند تا عمل اره را انجام دهند. این چاقوها در دهه ۱۹۷۰ در بریتانیا محبوب بودند.

## اختراع
معمولاً اختراع این چاقو به جروم ال موری نسبت داده می‌شود، اما مدعیان دیگری نیز وجود دارند، مانند کلم ای. کوسترمن، که در سال ۱۹۳۹ یک حق اختراع در این زمینه به ثبت رساند.
چاقوهای برقی می‌توانند سیمی یا بی‌سیم باشند.

## استفاده‌های دیگر
همچنین گاهی از این چاقوها برای مقاصد دیگری، از جمله مجسمه‌سازی با پلی اورتان، برش چوب، برش فلز و سایر مواد جامد یا نیمه جامد استفاده می‌شوند.